# Бендер-Конг
Бенде́р-Конг (перс. کنگ‎) — портовый город на юге Ирана, в провинции Хормозган. Входит в состав шахрестана  Бендер-Ленге. Восьмой по численности населения город провинции.

## География
Город находится в западной части Хормозгана, на равнине Гермсир, на побережье  Персидского залива.
Бендер-Конг расположен на расстоянии приблизительно 145 километров к юго-западу от Бендер-Аббаса, административного центра провинции и на расстоянии 1057 километров к юго-юго-востоку (SSE) от Тегерана, столицы страны.
Ближайший аэропорт находится в городе Бендер-Ленге.

## Население
По данным переписи, на 2006 год население составляло 14 881 человека.